# Patofville – Patof chante pour toi
Albums de Patof
Patof chante 10 chansons pour tous les enfants du monde
(1973) Patof le roi des clowns
(1974)
Singles
1. Patofville / L'éléphant Tic-Tac
Sortie : Juin 1973
2. Bonjour les enfants / La plus belle poupée du monde
Sortie : Décembre 1973

Patofville – Patof chante pour toi est le huitième album de Patof, commercialisé en 1973.
Il porte le numéro de catalogue PA 49307 (CT 39491/2).
Le clown Patof est un personnage de la série télévisée québécoise pour enfants Patofville, il est personnifié par Jacques Desrosiers.

## Composition
L'album est paru quelques mois après le lancement de la série télévisée Patofville le 11 juin 1973. Il comprend le thème de l'émission intitulé également Patofville, qui a été composé par Gilbert Chénier et François Bernard.
Deux titres sont des versions de succès américains et anglais : Bonjour les enfants (reprise de Chantilly Lace de The Big Bopper) et Sheede-lee-dee (reprise de Shiddle-Ee-Dee de Clint Holmes).

## Réception
L'album fait son entrée sur les palmarès de vente en mars 1974 sans spécification de la position atteinte.

## Réédition CD
L'album a été intégralement réédité en format numérique par les Disques Mérite en 2022 dans la compilation Patof — 25 grands succès.

## Titres
| 1. | Patofville          | Gilbert Chénier, François Bernard                                              | 2:23 |
| 2. | Bonjour les enfants | D. Williams, Pierre Létourneau                                                 | 2:35 |
| 3. | Sheede-lee-dee      | T.J. Vance, L. Pockriss, Pierre Létourneau                                     | 3:48 |
| 4. | Gazou gazou         | Tony Caticchio, Pierre Létourneau                                              | 3:37 |
| 5. | Si tu souris        | Alain Jodoin, Louis Parizeau, Daniel Valois, Jocelyne Berthiaume, Jean Beaulne | 2:32 |

| 6.  | Pif pof Patof                     | R. Barrette                                                                    | 2:34 |
| 7.  | Tapis magique                     | Alain Jodoin, Louis Parizeau, Jocelyne Berthiaume, Daniel Valois, Jean Beaulne | 2:40 |
| 8.  | Je veux du soleil et des chansons | Alain Jodoin, Louis Parizeau, Jocelyne Berthiaume, Daniel Valois, Jean Beaulne | 2:10 |
| 9.  | La plus belle poupée du monde     | Louis Parizeau, Jocelyne Berthiaume, Daniel Valois, Jean Beaulne               | 3:23 |
| 10. | Quel bonheur                      | Yves Martin, Pierre Létourneau                                                 | 2:28 |

## Crédits
- Arr. Orch. : Jacques Crevier
- Production : Yves Martin & Jean Beaulne
- Promotion : Jean-Pierre Lecours
- Photos : Louis Beshara
- Ingénieur : Gaetan Desbiens